# Modafinil

Strukturformel för de två enantiomererna (+ och –) av modafinil.

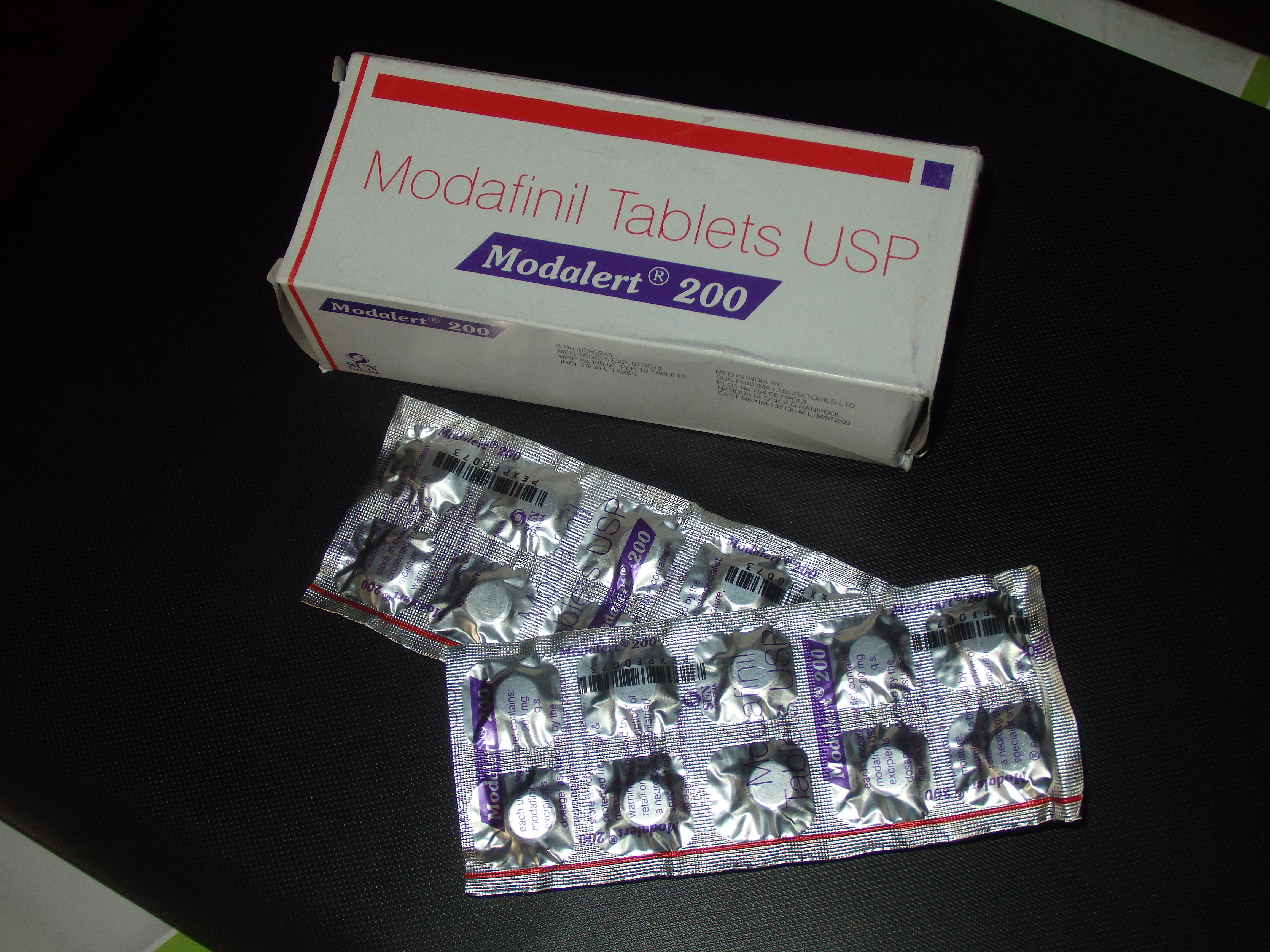
Modafinil (Modalert 200)

Modafinil är en kemisk förening med summaformeln C15H15NO2S. Ämnet är ett tämligen nytt narkotikaklassat läkemedel i Sverige för vakenhetsreglering, och marknadsförs som bland annat Modiodal och Provigil.
I Sverige skrivs preparatet ut till patienter som erhållit diagnosen narkolepsi eller idiopatisk hypersomni som annars är mycket svårbehandlade utan tunga läkemedel.
Modafinil utvecklades under 1970-talet i Frankrike som ett alternativ till amfetamin för patienter som behöver hjälp för att hålla sig vakna. Modafinil har en uppiggande effekt som liknar amfetaminets, om än med långsammare verkan. Till skillnad från amfetamin och liknande centralstimulantia anses dock risken för beroendeutveckling vara minimal. Även risken för missbruk är lägre då modafinil inte ger de euforiska effekter vid överdosering som är karaktäristiska för amfetaminderivat.
Modafinil har länge varit populärt i bl.a. USA, där det ibland skrivs ut av läkare mot trötthet, till exempel vid skiftarbete. Det förekommer även på den svarta marknaden. Preparatet används även inom Främlingslegionen vid speciella uppdrag och testas för närvarande av amerikansk och brittisk militär, som alternativ till amfetaminderivatet Dexedrin. Modafinil används också till ADHD-patienter istället för rena metylfenidatpreparat (tex. Concerta) med stor framgång.
Den europeiska läkemedelsmyndigheten EMA gjorde i slutet av 2010 en utvärdering av modafinil som terapeuptiskt preparat. Utvärderingen resulterade i ett generellt avrådande att förskriva läkemedlet för alla andra diagnoser än narkolepsi. Ett skäl är att missbruk har rapporterats. Den 4 februari 2011 utfärdade den svenska myndigheten Läkemedelsverket en motsvarande föreskrift, dock med reservationen att påbörjade behandlingar för andra indikationer inte omedelbart behöver avslutas. EMA understryker också att det är upp till var enskild läkare i EU:s medlemsländer att besluta om adekvat behandling i enskilda fall, även om sådan skulle avvika från de officiella indikationerna. I dagsläget finns därmed ingen generellt sanktionerad behandling mot hypersomni.
Substansen ingår i förteckning IV i Sverige, men finns för närvarande inte upptagen i förteckningarna i internationella narkotikakonventioner.